# Seebensee
Der Seebensee ist ein natürlicher Hochgebirgssee (eiszeitlich überprägter Felsbeckensee) auf 1657 m ü. A. südlich von Ehrwald im Mieminger Gebirge. Er wird im Osten vom Vorderen Tajakopf, im Süden vom Vorderen Drachenkopf und im Westen von der Ehrwalder Sonnenspitze umrahmt.
Der Seebensee besitzt keinen nennenswerten oberirdischen Zufluss und einen Abfluss über den Seebenbachfall und den Geißbach in die Loisach. Der See kann von Ehrwald aus auf einem Forstweg über die Ehrwalder Alm, über den Seeben-Klettersteig, einen schwierigen Klettersteig, oder über einen der beiden gesicherten Bergsteige Hoher Gang bzw. Immensteig erreicht werden. Von Biberwier aus ist der See über die Biberwierer Scharte zu erreichen, von Leutasch durch das Gaistal.
Nordöstlich vom See liegt die bewirtschaftete Seebenalm, südlich oberhalb steht auf einer Felsterrasse die Coburger Hütte des Deutschen Alpenvereins.
Die Oberfläche des Sees umfasst rund 6,5 Hektar, war früher jedoch größer. Durch Boden- und Bewuchsanalyse kann nachgewiesen werden, dass es sich bei einer großen Fläche südöstlich des Sees (heute als hauptsächlich grasbewachsene Ebene vor allem aus der Vogelperspektive gut zu erkennen) um einen heute verlandeten ehemaligen Teil der Seefläche handelt.

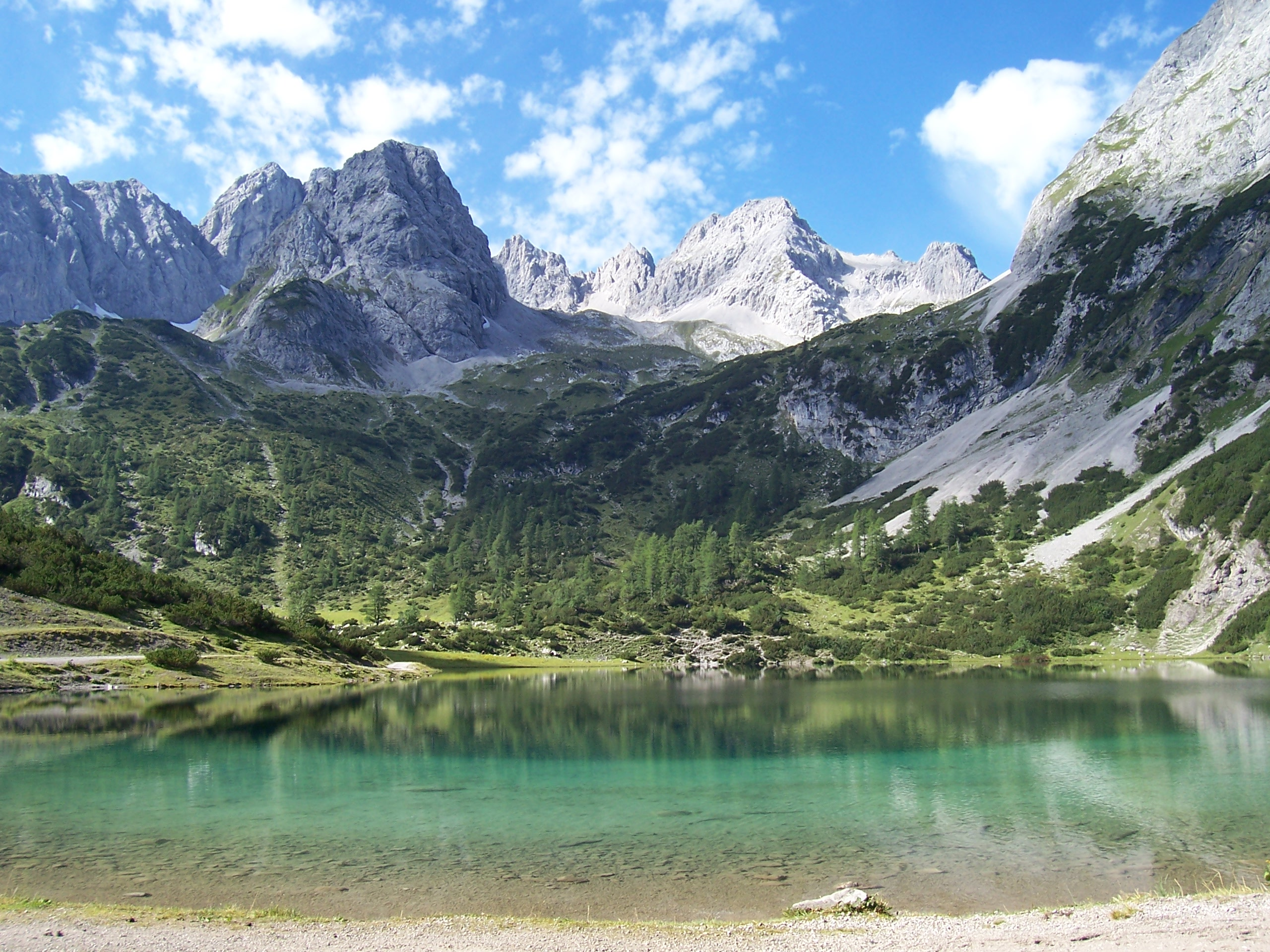
Der Seebensee vor dem Vorderen Drachenkopf
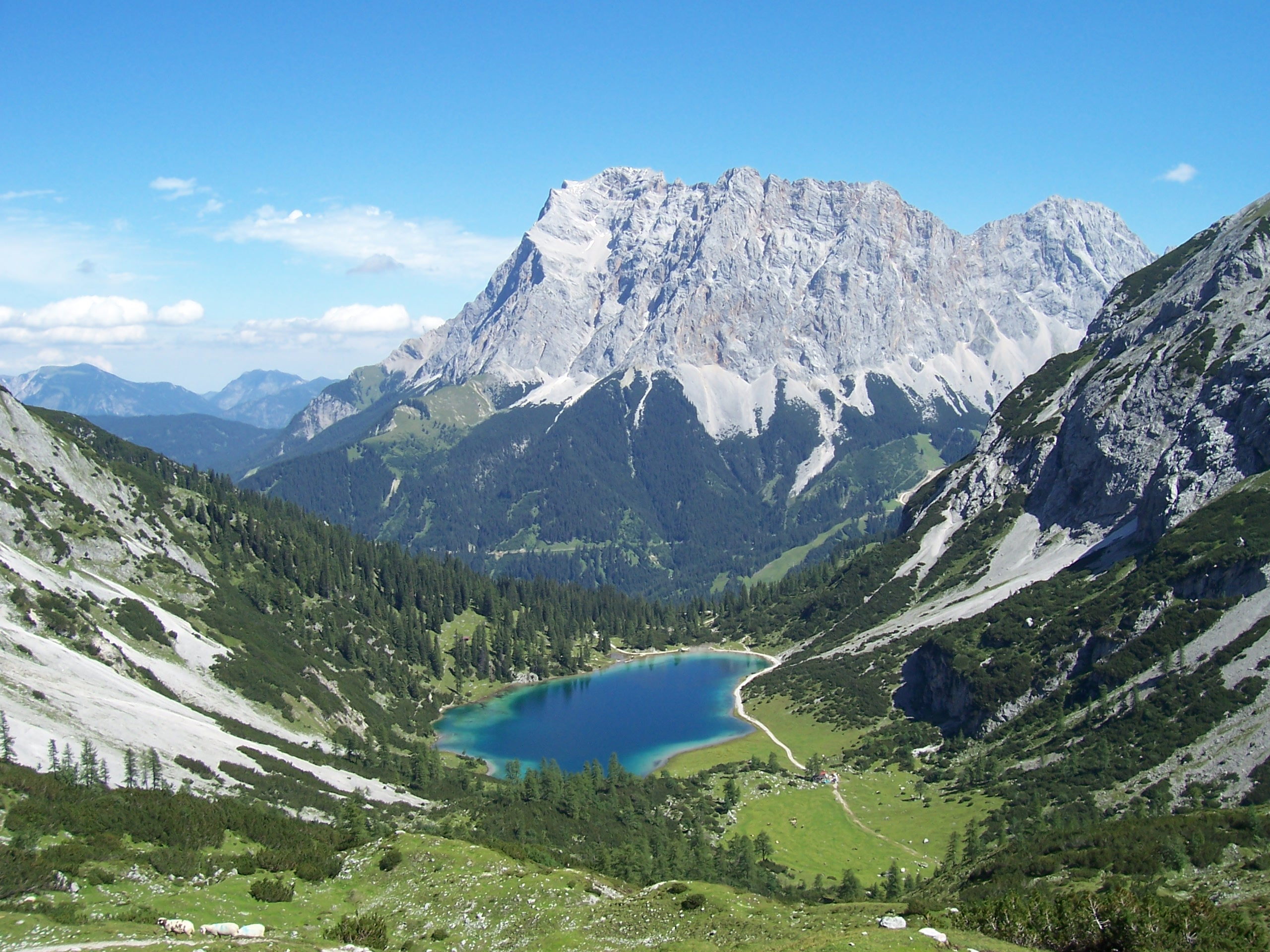
Der Seebensee vor dem Wettersteingebirge
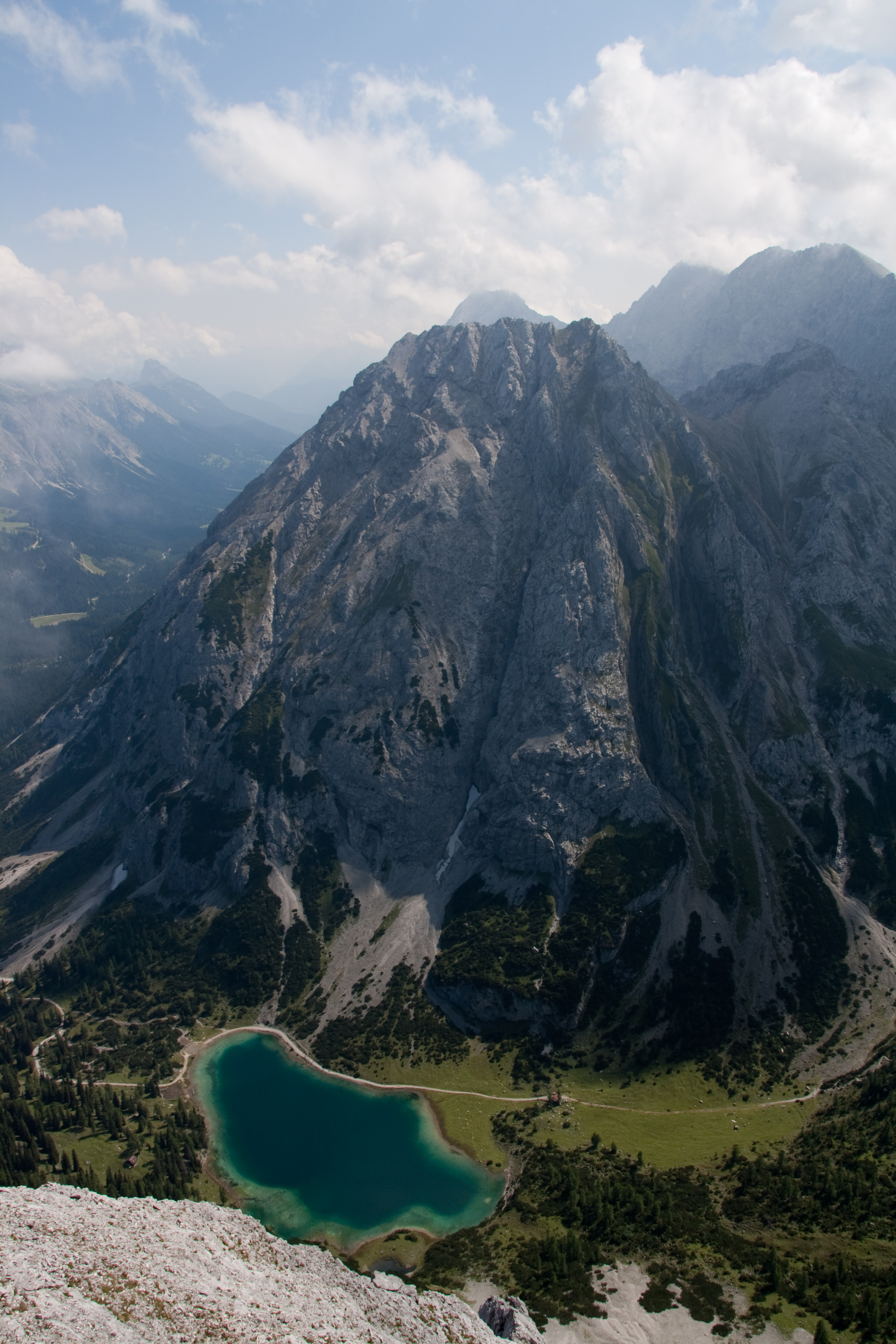
Der Seebensee vor dem Vorderen Tajakopf